# مطار لونغ باسيا
مطار لونغ باسيا (إياتا: GSA، إيكاو: WBKN) هو مطار يخدم بلدة لونغ باسيا السياحية في ولاية صباح في ماليزيا.

## روابط خارجية
- الإقلاع والهبوط القصير، على موقع شركة مطارات ماليزيا.
- تاريخ الحوادث للمطار GSA، على موقع شبكة سلامة الطيران.